# Na Aldeia de Guaraparim
Na Aldeia de Guaraparim é a mais longa peça do padre José de Anchieta, escrita exclusivamente na língua tupi, hoje uma língua morta.
Encenada pela primeira vez no estado brasileiro do Espírito Santo, talvez no ano de 1585, retrata um grupo de demônios conspirando para tomar conta da aldeia de Guaraparim. Quando a alma de um índio chamado Pirataraca entra em cena, os demônios tentam fazê-lo cair em tentação. Porém, Pirataraca se defende, invocando a Mãe de Deus. Um anjo da guarda intervém, protegendo a aldeia e expulsando os demônios.
O propósito da peça era evangelizar os povos indígenas e os colonos de forma lúdica, aos mesmo tempo em que se atacam os elementos culturais dos povos indígenas brasileiros. A peça tem relevância etnográfica e linguística.

## História
A peça foi encenada pela primeira vez na aldeia de Guaraparim, no atual estado brasileiro do Espírito Santo, talvez no ano de 1585. Maria de Lourdes de Paula Martins sugere dezembro de 1589–1594 como a data da estreia.

## Enredo
Na peça, um grupo de demônios conspira para tomar o controle da aldeia Guaraparim. Cada um relata as más ações e perversidades que praticam. Nesse ínterim, a alma de um índio recentemente falecido chamado "Pirataraca" desce entre eles. Os demônios acusa a alma de ter pecados e tenta levá-la à perdição. Pirataraca contesta as acusações feitas pelos demônios sobre sua vida passada e invoca a Mãe de Deus. No final, um anjo da guarda defende a aldeia, salvando o índio e expulsando os demônios.

## Estrutura
A peça consiste em dois atos informalmente divididos. O primeiro transcorre no adro da igreja, onde os demônios aparecem e fazem discursos. Um demônio lamenta os novos ensinamentos introduzidos pelos padres jesuítas na aldeia, que ameaçavam seu estilo de vida perverso. Ele chama seus companheiros e eles conspiram para destruir a aldeia. Na peça, há um forte ataque aos elementos culturais dos povos indígenas brasileiros, como a antropofagia, o uso de cauim e tabaco, e a poligamia.
No segundo ato, após a descida da alma de Pirataraca, os demônios tentam afirmam que ela está condenada e expõem os seus pecados. O índio se defende invocando seus nomes de batismo e sua confirmação. Ele afirma que recebeu o perdão de Deus através do arrependimento e da confissão. Como os demônios permanecem obstinados, a alma de Pirataraca clama por Nossa Senhora e pelo anjo da guarda. Este vem em seu auxílio e afasta os demônios. Por fim, o anjo faz um sermão aos indígenas.
O segundo ato lembra a obra Auto da Alma, de Gil Vicente, na qual demônios tentam levar a alma de um tolo para o barco do inferno. Com efeito, a obra teatral de Anchieta é fortemente influenciada por Gil Vicente.

## Relevância da obra
A peça oferece dados etnográficos relevantes, como o comportamento dos casais e a adoção de múltiplos nomes. Oferece também referências a diversas localizações geográficas, incluindo aldeias não conhecidas por nós na documentação da época. Linguisticamente, revela flexibilidade de linguagem, um diálogo acelerado e um vocabulário relativamente mais rico que o das peças tupi anteriores.

## Excerto
Abaixo está um trecho da peça de Anchieta. O dramaturgo e escritor brasileiro Ariano Suassuna, ao comparar a língua tupi com o grego, afirma que nesta passagem o demônio Tatapitera "fala de uma forma que lembra os personagens de Aristófanes".
| Língua Tupi              | Língua portuguesa por Eduardo de Almeida Navarro |
| ------------------------ | ------------------------------------------------ |
| Aîpobu gûaîbĩ py'a,      | Transtorno o coração das velhas,                 |
| i moŷrõmo, i momarana.   | irritando-as, fazendo-as brigar.                 |
| Nd'e'i te'e moxy onhana, | Por isso mesmo as malditas correm,               |
| tatá piririka îá         | como faíscas de fogo,                            |
| abá repenhãpenhana,      | para ficar atacando as pessoas,                  |
| oîoa'omarangatûabo.      | insultando-se muito umas às outras.              |